# ديبورا غارسيا
ديبورا غارسيا (بالإسبانية: Débora García)‏ هي لاعبة كرة قدم إسبانية، ولدت في 17 أكتوبر 1989 في سانتا كولوما دي جرامانيت في إسبانيا. شاركت مع منتخب إسبانيا لكرة القدم للسيدات. أما مع النوادي، فقد لعبت مع أتلتيكو مدريد للسيدات.

## وصلات خارجية
- ديبورا غارسيا على موقع قاعدة بيانات كرة القدم.إي يو (الإنجليزية)
- ديبورا غارسيا على موقع Soccerway.com (الإنجليزية)